# Forum delle Nazioni Unite sulle foreste
Il Forum delle Nazioni Unite sulle foreste (United Nations Forum on Forests, UNFF) è un organismo sussidiario di alto livello «per promuovere la gestione, la conservazione e lo sviluppo sostenibile di tutti i tipi di foreste e rafforzare l'impegno politico a lungo termine a tale scopo.»

## Storia
Nel 1992, la Conferenza delle Nazioni Unite sull'ambiente e lo sviluppo di Rio de Janeiro (Summit della Terra) ha adottato la Dichiarazione dei principi per la gestione sostenibile delle foreste e l'Agenda 21, che comprende il capitolo 11 "Combattere la deforestazione".
Nel 1995, la Commissione delle Nazioni Unite per lo sviluppo sostenibile ha costituito il Gruppo intergovernativo sulle foreste (Intergovernmental Panel on Forests, IPF)
al fine di perseguire consenso e proposte coordinate di azione a sostegno della gestione, conservazione e sviluppo sostenibile di tutti i tipi di foreste, sostituito nel 1997 dal Forum intergovernativo sulle foreste (Intergovernmental Forum on Forests, IFF).
Dal 1995 al 2000, le riunioni di IPF/IFF hanno presentato 270 proposte d'azione in merito a varie questioni quali le cause alla base della deforestazione; le conoscenze tradizionali delle foreste; la cooperazione internazionale nell'assistenza finanziaria e nel trasferimento tecnologico; lo sviluppo di criteri e indicatori per una gestione sostenibile delle foreste; ma anche il commercio e l'ambiente.
Il 18 ottobre 2000, il Consiglio economico e sociale delle Nazioni Unite nella quarta sessione del Forum intergovernativo sulle foreste ha deciso di costituire il Forum delle Nazioni Unite sulle foreste con il mandato formulare entro cinque anni un quadro giuridico concernente tutti i tipi di foreste e le modalità per garantire il sostegno finanziario e il trasferimento di tecnologia necessari per la gestione sostenibile delle foreste.
Il Consiglio Economico e Sociale, con la Risoluzione 2007/40 del 17 ottobre 2007, ha approvato lo Strumento legalmente non vincolante su tutti i tipi di foreste, adottato dall'Assemblea generale delle Nazioni Unite il 17 dicembre 2007, nel quale sono elencati gli obiettivi da realizzzare entro il 2015:
- Obiettivo globale 1. Invertire la perdita di copertura forestale in tutto il mondo grazie alla gestione di foreste sostenibili, compresa la protezione, il ripristino, l'imboschimento e il rimboschimento, e aumentare gli sforzi per prevenire il degrado forestale.
- Obiettivo globale 2. Migliorare i benefici economici, sociali e ambientali basati sulle foreste, compreso il miglioramento dei mezzi di sussistenza delle persone dipendenti dalle foreste.
- Obiettivo globale 3. Aumentare notevolmente l'area delle foreste protette nel mondo e quello delle foreste gestite in modo sostenibile, nonché la quota di prodotti forestali da foreste gestite in modo sostenibile.
- Obiettivo globale 4. Invertire la tendenza al ribasso degli aiuti pubblici allo sviluppo assegnati alla gestione sostenibile delle foreste e mobilitare risorse finanziarie in modo significativo, compresi nuovi e aggiuntivi da tutte le fonti, per l'attuazione di una gestione forestale sostenibile.

Con Risoluzione 61/193 del 20 dicembre 2006, l'Assemblea generale delle Nazioni Unite ha proclamato il 2011 "Anno internazionale delle foreste", affidandone il coordinamento al Forum.
Con la sessione straordinaria del 30 ottobre 2009 l'UNFF ha costituito un gruppo speciale di esperti per analizzare le strategie di finanziamento esistenti per la gestione sostenibile delle foreste ed esplorare i modi per migliorare l'accesso ai fondi, compresa la possibilità di istituire un fondo forestale globale volontario.
Con Risoluzione 67/200 del 21 dicembre 2012 l'Assemblea generale delle Nazioni Unite ha proclamato il 21 marzo di ogni anno, a partire dal 2013, Giornata internazionale delle foreste per celebrare e sensibilizzare l'importanza di tutti i tipi di foreste e degli alberi al di fuori delle foreste.
Il 22 dicembre 2015 l'Assemblea generale delle Nazioni Unite ha deciso di estendere al 2030 gli obiettivi mondiali sulle foreste e ridenominare lo Strumento legalmente non vincolante su tutti i tipi di foreste in Strumento delle Nazioni Unite sulle foreste.
Il 20 gennaio 2017 il Forum ha presentato il Piano strategico delle Nazioni Unite per le foreste 2017-2030 raccomandandolo per l'approvazione all'Assemblea generale delle Nazioni Unite, per «Rafforzare il contributo delle foreste al raggiungimento degli obiettivi di sviluppo concordato a livello internazionale, compresa l'attuazione dell'Agenda 2030 per lo Sviluppo sostenibile e i suoi Obiettivi di sviluppo sostenibile.»

## Piano strategico 2017-2030
Il Piano strategico delle Nazioni Unite per le foreste 2017-2030 è stato adottato dall'Assemblea generale delle Nazioni Unite in data 27 aprile 2017, nella formulazione proposta dal Consiglio economico e sociale delle Nazioni Unite e adottato anche dal Consiglio dell'Unione europea.
Il Piano strategico si basa su 6 obiettivi generali relativi alle foreste e su 26 traguardi correlati, volontari e universali, da raggiungere entro il 2030. Questi obiettivi e traguardi racchiudono pienamente le solide fondamenta dei quattro Obiettivi globali sulle foreste dello strumento forestale delle Nazioni Unite foreste, approvati nel 2007, su cui si basano.
- Obiettivo globale 1. Invertire la perdita di copertura forestale in tutto il mondo attraverso la gestione sostenibile delle foreste, compresa la protezione, il ripristino, l'imboschimento e il rimboschimento, e aumentare gli sforzi per prevenire il degrado delle foreste e contribuire allo sforzo globale di affrontare il cambiamento climatico.
- Obiettivo globale 2. Migliorare i vantaggi economici, sociali e ambientali basati sulle foreste, anche migliorando i mezzi di sostentamento delle persone dipendenti dalle foreste.
- Obiettivo globale 3. Aumentare in modo significativo l'area delle foreste protette in tutto il mondo e in altre aree delle foreste gestite in modo sostenibile, nonché la percentuale di prodotti forestali provenienti da foreste gestite in modo sostenibile.
- Obiettivo globale 4. Mobilitare in modo significativo risorse finanziarie nuove e aggiuntive da tutte le fonti per l'attuazione di una gestione forestale sostenibile e rafforzare la cooperazione e i partenariati scientifici e tecnici.
- Obiettivo globale 5. Promuovere quadri di governance per attuare una gestione forestale sostenibile, anche attraverso lo Strumento forestale delle Nazioni Unite, e migliorare il contributo delle foreste all'Agenda 2030 per lo Sviluppo sostenibile.
- Obiettivo globale 6. Rafforzare la cooperazione, il coordinamento, la coerenza e le sinergie in materia forestale a tutti i livelli, anche all'interno del Sistema delle Nazioni Unite e in tutto il mondo con le organizzazioni che compongono il Partenariato collaborativo sulle foreste, così come tra i settori e le parti interessate rilevanti.

## Partenariato collaborativo sulle foreste
Il Partenariato collaborativo sulle foreste (Collaborative Partnership on Forests, CPF), costituito nel 2001, è un'innovativa partnership volontaria tra agenzie di 15 organizzazioni internazionali, istituzioni e segretariati con programmi sostanziali sulle foreste:
- Center for International Forestry Research (CIFOR)
- Convenzione sulla diversità biologica (CBD)
- Convenzione sul commercio internazionale delle specie minacciate di estinzione (CITES)
- Organizzazione delle Nazioni Unite per l'alimentazione e l'agricoltura (FAO)
- Fondo mondiale per l'ambiente (GEF)
- Organizzazione internazionale per il legname tropicale (ITTO)
- Unione internazionale per la conservazione della natura (IUCN)
- International Union of Forest Research Organizations (IUFRO)
- Convenzione contro la desertificazione (UNCCD)
- Programma delle Nazioni Unite per lo sviluppo (UNDP)
- Programma delle Nazioni Unite per l'ambiente (UNEP)
- Dipartimento per gli affari economici e sociali (DESA)
- Convenzione quadro delle Nazioni Unite sui cambiamenti climatici (UNFCCC)
- World Agroforestry Centre
- Banca Mondiale

### Wangari Maathai Award
Dal 2012 il Partenariato collaborativo sulle foreste assegna il Wangari Maathai Award, intitolato al Premio Nobel per la Pace 2004 Wangari Maathai, viene assegnato alle persone di prestigio che contribuiscono a preservare, ripristinare e gestire in modo sostenibile le foreste.

## Pubblicazioni
- Strategia Forestale Nazionale, Roma, Ministero delle politiche agricole alimentari e forestali, 2018.
- (EN) New EU Forest Strategy for 2030 (PDF), Bruxelles, Commissione europea, 16 luglio 2021.